# Zelzate
Zelzate est une commune néerlandophone de Belgique située en Région flamande, dans la province de Flandre-Orientale.

## Toponymie
Anciennement en français Selsaete.

## Communes limitrophes
| Assenede           | Sas de Gand Pays-Bas |                            |
|                    | Zelzate              | Wachtebeke                 |
| Ertvelde (Evergem) | Gand                 | Winkel-Sainte-Croix (Gand) |

## Historique
Le Conseil de l'Europe lui décerne le Prix de l'Europe en 1972. À la suite des élections communales de 2018, une nouvelle majorité se forme le 10 novembre 2018 entre le s.pa (socialistes flamands) et le PTB. C'est la première fois dans l'histoire de Belgique que ce parti d'extrême-gauche entre dans une majorité communale.

## Héraldique
La commune possède des armoiries qui lui ont été octroyées le 6 octobre 1992.  La partie supérieure des armoiries montre les armoiries d'Assenede, comme la municipalité appartenait historiquement, en partie au Métier d'Assenede (cf. Quatre-Métiers). La moitié inférieure symbolise le canal Gand-Terneuzen qui a joué un rôle majeur dans le développement du village. L'argent est le canal, le vert les champs verts, ce qui indique également l'importance historique de l'agriculture pour la municipalité.
|  | Blasonnement : Coupé: 1. D'or au lion issant de sable tenant de la dextre une aigle bicéphale du même. 2. De sinople au pal d'argent. Source du blasonnement : Heraldy of the World. |

## Vie politique

### Liste des Bourgmestres
| Mandat | Mandat      | Bourgmestre             |
| ------ | ----------- | ----------------------- |
|        | 1799 - 1799 | Joris Mertens           |
|        | 1799 - 1805 | Jacques de Clercq       |
|        | 1805 - 1807 | Jean Colpaert           |
|        | 1807 - 1812 | A Van Geert             |
|        | 1812 - 1824 | Francois Emmanuele Acke |
|        | 1824 - 1848 | Jean Baptiste Gillis    |
|        | 1848 - 1861 | Marijn Leyn             |
|        | 1861 - 1872 | Honoré Willems          |
|        | 1872 - ?    | Ludovicus De Cocq       |
|        | ? - 1891    | Honoré Willems          |
|        | 1891 - 1904 | August De Clercq        |

| Mandat | Mandat      | Bourgmestre                      |
| ------ | ----------- | -------------------------------- |
|        | 1904 - ?    | J. De Tilloux                    |
|        | 1914 - 1921 | Cesar De Clercq                  |
|        | 1921 - 1929 | Michel Ninanne                   |
|        | 1929 - 1933 | Camille Leyn                     |
|        | 1933 - 1962 | Jozef Chalmet (BWP / BSP)        |
|        | 1962 - 1988 | Livien Danschutter (BSP / SP)    |
|        | 1989 - 2006 | John Schenkels (SP / sp.a)       |
|        | 2007 - 2013 | Freddy De Vilder (sp.a)          |
|        | 2013        | Kristof Stevelinck (Open Vld-SD) |
|        | 2013 - 2018 | Frank Bruggeman (Open Vld-SD)    |
|        | 2019 -      | Brent Meuleman (sp.a / Vooruit)  |

### Résultats des élections communales depuis 1976
| Partis                                                | 10-10-1976 | 10-10-1976 | 10-10-1982 | 10-10-1982 | 9-10-1988 | 9-10-1988 | 9-10-1994 | 9-10-1994 | 8-10-2000 | 8-10-2000 | 8-10-2006 | 8-10-2006 | 14-10-2012 | 14-10-2012 | 14-10-2018 | 14-10-2018 |
| Votes / Sièges                                        | %          | 23         | %          | 23         | %         | 23        | %         | 23        | %         | 23        | %         | 23        | %          | 23         | %          | 23         |
| ----------------------------------------------------- | ---------- | ---------- | ---------- | ---------- | --------- | --------- | --------- | --------- | --------- | --------- | --------- | --------- | ---------- | ---------- | ---------- | ---------- |
| N-VA                                                  | -          |            | -          |            | -         |           | -         |           | -         |           | -         |           | 10,1       | 2          | 6,7        | 1          |
| PVV1/VLD2                                             | 16,461     | 3          | 10,851     | 2          | 20,431    | 5         | 19,752    | 4         | -         |           | 23,19     | 6         | -          |            | -          |            |
| VLD-VVD                                               | -          |            | -          |            | -         |           | -         |           | 20,43     | 5         | -         |           | -          |            | -          |            |
| VLD-SD                                                | -          |            | -          |            | -         |           | -         |           | -         |           | -         |           | 29,23      | 8          | 26,3       | 7          |
| SP1/sp.a2                                             | 51,081     | 13         | 50,941     | 14         | 43,611    | 11        | 34,571    | 9         | 35,341    | 10        | 27,192    | 7         | 18,22      | 5          | 24,92      | 7          |
| Groen!                                                | -          |            | -          |            | -         |           | -         |           | -         |           | 3,96      | 0         | -          |            | -          |            |
| PVDA1/PVDA+2                                          | 1,21       | 0          | 8,991      | 1          | 9,671     | 1         | 7,551     | 1         | 12,791    | 2         | 21,672    | 6         | 22,012     | 6          | 22,81      | 6          |
| Vlaams Belang                                         | -          |            | -          |            | -         |           | -         |           | -         |           | -         |           | 5,77       | 0          | 7,3        | 1          |
| CVP1 / CD&V2 / CD&V Vrij Zelzate3 / Zelzate Positief4 | 31,261     | 7          | 25,351     | 6          | 26,291    | 6         | 17,671    | 4         | 12,571    | 2         | 14,762    | 3         | 9,123      | 2          | 7,14       | 1          |
| GB                                                    | -          |            | 3,87       | 0          | -         |           | -         |           | -         |           | -         |           | -          |            | -          |            |
| Z.O.W.                                                | -          |            | -          |            | -         |           | 20,46     | 5         | 18,88     | 4         | -         |           | -          |            | -          |            |
| ZOW-ZVD                                               | -          |            | -          |            | -         |           | -         |           | -         |           | 9,23      | 1         | -          |            | -          |            |
| OP Zelzate                                            | -          |            | -          |            | -         |           | -         |           | -         |           | -         |           | 5,57       | 0          | -          |            |
| Tezamen Zelzate                                       | -          |            | -          |            | -         |           | -         |           | -         |           | -         |           | -          |            | 4,9        | 0          |
| Total des votes                                       | 8565       | 8565       | 8947       | 8947       | 8999      | 8999      | 8898      | 8898      | 8821      | 8821      | 9048      | 9048      | 8941       | 8941       | 8688       | 8688       |
| Participation %                                       |            |            |            |            | 95,24     | 95,24     | 93,73     | 93,73     | 93,78     | 93,78     | 96,4      | 96,4      | 94,15      | 94,15      | 93,9       | 93,9       |
| Votes blancs ou nuls %                                | 2,9        | 2,9        | 3,49       | 3,49       | 3,47      | 3,47      | 3,6       | 3,6       | 4,1       | 4,1       | 4,14      | 4,14      | 3,81       | 3,81       | 4,4        | 4,4        |

## Évolution démographique
Graphe de l'évolution de la population de la commune.
- Source : DGS - Remarque: 1806 jusqu'à 1981=recensement; depuis 1990=nombre d'habitants chaque 1er janvier[8]

## Personnalités nées à Zelzate
- Léon de Meyer, professeur et archéologue belge né en 1928 et mort en 2006
- Armand Seghers, footballeur né en 1926 et mort en 2005
- Eriek Verpale, écrivain né en 1952 et mort en 2015
- Eddy Wally, chanteur né en 1932 et mort en 2016
- Rita Gorr, mezzo soprano, née le 18 février 1926 à Zelzate, décédée à Benidorm (Alicante - Espagne) le 22 janvier 2012. Grande artiste lyrique du XXe siècle.

## Jumelage
- Aubenas (France)
- Delfzijl (Pays-Bas)
- Schwarzenbek (Allemagne) depuis 1955
- Sierre (Suisse)